# Lysmatella
Lysmatella is een geslacht van kreeftachtigen uit de klasse van de Malacostraca (hogere kreeftachtigen).

## Soort
- Lysmatella prima Borradaile, 1915